# اللامكان في إفريقيا (فلم)
اللامكان في إفريقيا (بالإنجليزية: Nowhere in Africa) هو فيلم تم إنتاجه في ألمانيا وصدر في سنة 2002.

## ترشيحات وجوائز
| السنة | الحدث  | الفئة           | النتيجة  |
| ----- | ------ | --------------- | -------- |
|       | أوسكار | أفضل فيلم أجنبي | فـــــوز |

## وصلات خارجية
- مقالات تستعمل روابط فنية بلا صلة مع ويكي بيانات